# Yao (filme)
Yao (bra: Jornada da Vida; prt: Yao) é um filme de comédia dramática franco-senegalês co-escrito, co-produzido e dirigido por Philippe Godeau, lançado em 2018.

## Sinopse
Por ocasião de um retorno ao país de seus ancestrais para promover seu livro, Seydou Tall, uma estrela francesa de origem senegalesa, se afeiçoará a um menino, Yao, que percorreu mais de 387 quilômetros (240 milhas) sozinho para conseguir um simples autógrafo. É então o início de um mergulho no coração do país, em forma de filme de estrada.
Seydou acompanhará o pequeno Yao até sua aldeia, Kanel. Ele também conhecerá muitas figuras do Senegal e uma mulher, Gloria, com quem ele parece fugir.

## Elenco
- Omar Sy como Seydou Tall, a estrela francesa
- Lionel Basse como Yao, o menino
- Fatoumata Diawara como Gloria, a cantora
- Germaine Acogny como Tanam, o xamã
- Alibeta como motorista de táxi
- Gwendolyn Gourvenec como Laurence Tall, ex de Seydou
- Aristote Laios como Nathan
- Maxime d'Aboville como empresário de Seydou no Senegal

## Recepção

### Bilheteria
O filme foi lançado em 23 de janeiro de 2019, em 263 salas de cinema. Atingiu apenas 2 354 admissões em seu primeiro dia, apesar de uma grande promoção.
Em sua primeira semana, acumulou apenas 185 564 admissões. Terminou sua carreira nos cinemas com apenas 408 689 entradas.